# Natação no Campeonato Mundial de Esportes Aquáticos de 2019 - 400 m medley feminino
A prova dos 400 metros medley feminino da natação no Campeonato Mundial de Esportes Aquáticos de 2019 ocorreu no dia 28 de julho, em Gwangju, na Coreia do Sul. 

## Recordes
Antes desta competição, os recordes mundiais e do campeonato nesta prova eram os seguintes:
| Tipo                  | Atleta         | Tempo   | Local          | Data                |
| --------------------- | -------------- | ------- | -------------- | ------------------- |
|                       | Katinka Hosszú | 4:26.36 | Rio de Janeiro | 6 de agosto de 2016 |
| Recorde do campeonato | Katinka Hosszú | 4:29.33 | Budapeste      | 30 de julho de 2017 |

## Medalhistas
| Ouro                 | Prata           | Bronze           |
| Katinka Hosszú (HUN) | Ye Shiwen (CHN) | Yui Ohashi (JPN) |

## Cronograma
Todos os horários são locais (UTC+9). 
| Data        | Hora  | Evento        |
| ----------- | ----- | ------------- |
| 28 de julho | 10:31 | Eliminatórias |
| 28 de julho | 21:19 | Final         |

## Resultados

### Eliminatórias
Esses foram os resultados das eliminatórias. Foram realizadas no dia 28 de julho com início às 10:31. 
| Pos. | Bateria | Raia | Nadadora               | Nacionalidade  | Tempo   | Notas |
| ---- | ------- | ---- | ---------------------- | -------------- | ------- | ----- |
| 1    | 3       | 4    | Katinka Hosszú         | Hungria        | 4:35.40 | Q     |
| 2    | 2       | 4    | Yui Ohashi             | Japão          | 4:37.23 | Q     |
| 3    | 3       | 7    | Ye Shiwen              | China          | 4:37.66 | Q     |
| 4    | 3       | 1    | Emily Overholt         | Canadá         | 4:37.90 | Q     |
| 5    | 3       | 3    | Ally McHugh            | Estados Unidos | 4:38.32 | Q     |
| 6    | 3       | 5    | Fantine Lesaffre       | França         | 4:38.40 | Q     |
| 7    | 2       | 6    | Sydney Pickrem         | Canadá         | 4:38.59 | Q     |
| 8    | 2       | 1    | Zsuzsanna Jakabos      | Hungria        | 4:38.93 | Q     |
| 9    | 3       | 6    | Brooke Forde           | Estados Unidos | 4:39.74 |       |
| 10   | 2       | 2    | Kim Seo-yeong          | Coreia do Sul  | 4:40.55 |       |
| 11   | 2       | 3    | Aimee Willmott         | Reino Unido    | 4:41.24 |       |
| 12   | 2       | 7    | Anja Crevar            | Sérvia         | 4:41.59 |       |
| 13   | 3       | 2    | Mireia Belmonte        | Espanha        | 4:42.16 |       |
| 14   | 2       | 0    | Yu Yiting              | China          | 4:42.52 |       |
| 15   | 3       | 0    | Victoria Kaminskaya    | Portugal       | 4:43.03 |       |
| 16   | 2       | 5    | Ilaria Cusinato        | Itália         | 4:43.27 |       |
| 17   | 2       | 8    | Viktoriya Zeynep Güneş | Turquia        | 4:46.01 |       |
| 18   | 3       | 9    | Jimena Pérez           | Espanha        | 4:47.51 |       |
| 19   | 3       | 8    | Nguyễn Thị Ánh Viên    | Vietname       | 4:47.96 |       |
| 20   | 1       | 2    | Katja Fain             | Eslovênia      | 4:48.24 |       |
| 21   | 2       | 9    | Barbora Závadová       | Chéquia        | 4:48.93 |       |
| 22   | 1       | 5    | Rebecca Meder          | África do Sul  | 4:53.99 |       |
| 23   | 1       | 6    | Azzahra Permatahani    | Indonésia      | 4:58.19 |       |
| 24   | 1       | 7    | Maria Fe Muñoz         | Peru           | 4:58.62 |       |
| 25   | 1       | 4    | Aleksandra Knop        | Polónia        | 5:00.77 |       |
| 26   | 1       | 3    | Claudia Gadea          | Roménia        | 5:01.11 |       |

### Final
A final foi realizada em 28 de julho às 21:19. 
| Pos.              | Raia | Nadadora          | Nacionalidade  | Tempo   | Notas |
| ----------------- | ---- | ----------------- | -------------- | ------- | ----- |
| Medalha de ouro   | 4    | Katinka Hosszú    | Hungria        | 4:30.39 |       |
| Medalha de prata  | 3    | Ye Shiwen         | China          | 4:32.07 |       |
| Medalha de bronze | 5    | Yui Ohashi        | Japão          | 4:32.33 |       |
| 4                 | 1    | Sydney Pickrem    | Canadá         | 4:36.72 |       |
| 5                 | 6    | Emily Overholt    | Canadá         | 4:37.42 |       |
| 6                 | 2    | Ally McHugh       | Estados Unidos | 4:38.34 |       |
| 7                 | 8    | Zsuzsanna Jakabos | Hungria        | 4:39.15 |       |
| 8                 | 7    | Fantine Lesaffre  | França         | 4:39.68 |       |

Legenda
| Recorde mundial       | Recorde mundial (World record)               |                       | Recorde africano                      | Recorde africano (African) |                                           | Q | Classificado por posição (Qualified) |
| Recorde do campeonato | Recorde do campeonato (Championship record)  | Recorde da América    | Recorde da América (Americas)         | q                          | Classificado por melhor tempo (Qualified) |   |                                      |
| Melhor marca do ano   | Melhor marca do ano (World leading)          | Recorde asiático      | Recorde asiático (Asian)              | DNS                        | Não largou (Did not start)                |   |                                      |
| Recorde nacional      | Recorde nacional (National record)           | Recorde europeu       | Recorde europeu (European)            | DNF                        | Não terminou (Did not finish)             |   |                                      |
| Recorde pessoal       | Recorde pessoal do atleta (Personal best)    | Recorde da Oceania    | Recorde da Oceania (Oceania)          | DSQ / DQ                   | Desclassificado (Disqualified)            |   |                                      |
| Recorde da temporada  | Recorde da temporada do atleta (Season best) | Recorde sul-americano | Recorde sul-americano (South America) | NM                         | Sem marca (No mark)                       |   |                                      |